# Ubaporanga
Ubaporanga este un oraș în Minas Gerais (MG), Brazilia.